# Miksicus acuminatus
Miksicus acuminatus – gatunek chrząszcza z rodziny poświętnikowatych i podrodziny kruszczycowatych.

## Taksonomia
Gatunek ten opisany został po raz pierwszy w 1775 przez Johana Christiana Fabriciusa pod nazwą Cetonia acuminata. Wyróżnia się w jego obrębie trzy podgatunki:
- Miksicus acuminatus acuminatus (Fabricius, 1775)
- Miksicus acuminatus baveanicus (Mikšič, 1965)
- Miksicus acuminatus freudei (Mikšič, 1962)

## Morfologia
Chrząszcz o ciele długości od 12 do 18 mm, zwartej budowy. Ubarwienie ma błyszcząco czarne z białymi znakami. Nadustek ma przód kwadratowy, niewykrojony, o przedniej krawędzi odgiętej. Powierzchnia nadustka jest ziarenkowana. Przedplecze jest mocno i gęsto punktowane z wyjątkiem linii środkowej, pary krótkich linii po jej bokach oraz niewielkiego rejonu u podstawy. Tarczka ma bardzo gładką i połyskującą powierzchnię. Pokrywy mają silnie wyniesione krawędzie przyszwowe i ostro wyciągnięte kąty wierzchołkowe, u samca silniej niż u samicy. Przy szwie i w tyle każdej pokrywy znajduje się prostokątny wcisk. Okolice kątów barkowych cechują się silnym punktowaniem. Nieregularnie rozmieszczone białe plamki na pokrywach obecne są w ich części środkowej, za wciskami oraz przy wierzchołkach. Golenie odnóży tylnej pary u samicy mają ostrogi długie i tępe, u samca zaś krótkie i ostre.

## Rozprzestrzenienie
Gatunek orientalny, znany z południowych Chin, Andamanów, Nikobarów, Mjanmy, Tajlandii, Laosu, Wietnamu, Malezji oraz Indonezji (w tym z Jawy).